# Montaut-les-Créneaux
Montaut-les-Créneaux – miejscowość i gmina we Francji, w regionie Oksytania, w departamencie Gers.
Według danych na rok 1990 gminę zamieszkiwały 612 osoby, a gęstość zaludnienia wynosiła 23 osób/km² (wśród 3020 gmin regionu Midi-Pireneje Montaut-les-Créneaux plasuje się na 512. miejscu pod względem liczby ludności, natomiast pod względem powierzchni na miejscu 371.).